# 하세가와 아키코
하세가와 아키코(일본어: 長谷川 明子 はせがわ あきこ[*], 4월 14일 - )는 일본의 여성 성우, 가수이다.
니가타현 출신으로, 아트비전에 소속되어 있다. 취미는 독서이고, 특기는 피아노이다. 대표작은 《THE IDOLM@STER》의 호시이 미키 성우 역이다.

## 인물
「나의 지구를 지켜줘」를 보고 감명을 받은 것이 성우가 되는 계기가 되었다. 3형제의 막내. 오빠와 언니가 있다.
인도어(indoor)파이며 말하기를 「A형인데 매우 게으르다」라는 성격이다. 가족 전원이 A형으로 모두 매우 성실한 성격인데 그 반동으로 자신만 게으르게 된 것 같다. 중학생 시절에는 검도를 했다. 다만 본인은 자신의 블로그 등에서 「운동은 서투르다」라고 공언하고 있다. 예를 들면, 육상 경기에서는 달리기가 느리고, 수영에서는, 현재는 보통 정도로 헤엄칠 수 있지만 초등 학생 시절에는 완전히 헤엄치지 못해서 부모에 의해 억지로 수영 교실에 다닌 경험이 있다.
어렸을 적부터 「하세가와 마치코(長谷川町子)」라고 잘못 불리는 일이 있어, 2007년 3월 24일에 방송된 「체라의 OH!마이·애니메이션」에서 게스트 출연한 시모다 아사미가 일부러 그렇게 불렀을 때에도 마음껏 반응하였다.
「하루 한 개는 먹지 않으면 컨디션을 망친다」라고 할 정도로 주먹밥을 좋아한다. 중·고교시절의 귀가시 선택한 군것질거리도 주먹밥이었다. 특히 생 명란젓이 들은 것을 마음에 들어해, 본인이 말하기를 「엄마가 만든 생 명란젓의 주먹밥을 제일 좋아한다」라고 한다. 이에 따라 「THE IDOLM@STER」에서 연기하는 캐릭터·호시이 미키가 좋아하는 것도 주먹밥으로 설정되었다.
덧붙여서, 그 밖에 오징어와 카페 오 레를 좋아한다는 것을 「VOICE CREW」에서 밝혀서 주먹밥, 오징어, 카페오레 3개를 1개로 모아 모티프로 한 캐릭터가 프로그램 내에서 만들어졌다. 그 밖에도, 염분이 높은 것을 좋아한다는 발언을 종종 하면서도, 염분의 과도섭취를 신경쓰고 있다.
초조해지면 이상한 움직임을 하는 버릇이 있다(주로 손의 움직임). 이 일에 대해 「THE IDOLM@STER RADIO」의 게스트 출연시에 퍼스널리티인 타카하시 치아키가 「(상태가)에가시라 씨같이 되어 있는데?」라고 하였다. 미디어 노출이 많아진 지금도 정말로 긴장할 때는 이 버릇이 나온다.
이벤트의 인사 시에, 하세가와 「주먹밥파(おにぎり波 오니기리하[*])」→ 팬 「(磯クセェー 이소쿠세[*])」의 교환이 정평화되어 있다.
이전에는 머리카락이 길었지만, 한 번 숏 컷으로 한 이래 머리카락이 성장하면 자꾸만 신경이 쓰여 결국 잘라 버리기 때문에, 기르고 싶은 기분도 있지만 기르지 못한다고 라디오에서 말하였다.

### 아이돌 마스터 관련
2006년 9월 23·24일에 열린 도쿄 게임쇼, 반다이남코게임스 부스에서의 Xbox 360판 「THE IDOLM@STER」스테이지에서, 신 캐릭터 호시이 미키의 담당 성우로서 팬 앞에 처음 등장했다. 그 때, 별명을 「앗키」라고 부르면 좋겠다고 스스로 명명했다. 다른 성우들과는 2006년 1월 21일 아카바네 비밀 이벤트의 분장실이 첫 대면이 되었다. 이 때, 이벤트의 스탭 점퍼를 입고 먼저 분장실에 들어가 있었으므로 멤버 중 몇 명은 하세가와가 아이돌 마스터의 출연자라는 것을 몰랐다.
「라디오de 아이마SHOW!」에 게스트 출연했을 때, 프로그램 내의 기획으로 나카무라 에리코에게 「대불」이라는 별명이 붙여질 위기에 처한다. 나카무라가 말하기를 「외형이 온화하고, 묵직한 면도 있고, 신인이라고 생각되지 않는다」라고 하는 것이 대불의 이미지와 겹치기 때문이라고 하지만, 본인은 그것을 웃는 얼굴로 단호하게 거절했다. 또한 「아이돌 마스터 P.S.프로듀서」에서는 나카무라가 하세가와로부터 「패왕」취급을 당하는 보복으로 하세가와를 「콧방울쨩」이라고 부르게 되어, 이후 그 소재가 되면 서로 「패왕」 「콧방울쨩」으로 응수하는 것이 프로그램의 정평이 되었다.
2007년 1월 25일에 발매된 Xbox 360판 「THE IDOLM@STER」는 오빠가 구입한 본체를 빌려 플레이 하였다. 친가의 어머니도 본체를 가지고 있지 않은데 소프트를 구입해 주었다고 「THE IDOLM@STER RADIO」의 게스트 출연시에 말하였다. 스스로 소리를 낸 캐릭터인 호시이 미키로 플레이 할 때는 「대본 보면 확실!」이라고 「라디오de 아이마SHOW!」에서 발언해, 이마이 아사미에게 「아웃! 다우트!!」라고 츳코미를 당했다.

## 출연작품
※굵은 글씨는 주역, 메인 캐릭터

### TV 애니메이션
2006년
- 이누카미!(아이 B #12, 케이의 어머니 #13)
- XXXHOLiC(히마와리의 친구 #13)

2007년
- 월면토병기 미나 (TV 애니메이션)(츠키시마 치아 A #3)
- D.C.II ~다·카포 II~(학생 #10)

2009년
- 발견 탐험 정말 좋아해! 시마지로 #41

2010년
- 축복의 캄파넬라(가넷)

2011년
- THE IDOLM@STER(호시이 미키)
- 시마지로 헤소카(くわ坊)

2012년
- 백곰 카페(선생님)

### OVA
2007년
- 실바니아 패밀리(쿠루미리스쨩)
- 아유마유 극장(천의 친구)

2008년
- THE IDOLM@STER Live For You! 오리지널 애니메이션 DVD(호시이 미키)

2009년
- 아이들의 시간 2 학기(여자 학생 #1)

2011년
- 나의 왕국(노노하라 노노)
- 축복의 캄파넬라 OVA(가넷)

### Web 애니메이션
- 코피한(미하시라 사유)
- Paperman the Animation(미리)

### 게임
2007년
- THE IDOLM@STER(Xbox 360판)(호시이 미키)
- 파이어 엠블렘 새벽의 여신(와유)

2008년
- THE IDOLM@STER LIVE FOR YOU!(호시이 미키)
- 팅클☆크루세이더(아스카이 시오)
- 마계전기 디스가이아 3(사파이어·로드 나이트)

2009년
- THE IDOLM@STER SP(호시이 미키)
- THE IDOLM@STER Dearly Stars(호시이 미키)
- 안티포나의 성가공주 ~천사의 악보 Op.A~(페리시아, 달세뇨)
- 페이퍼 맨(미리)
- 마계전기 디스가이아 2 PORTABLE(사파이어)※다운로드 컨텐츠로 등장

2010년
- 크리미널 걸즈(키사라기 / 키사라기 쿄우카 ※오프닝, 엔딩 테마곡은 본인 명의)
- 축복의 캄파넬라 Portable(가넷)
- 팅클☆크루세이더GoGo!(아스카이 시오)

2011년
- THE IDOLM@STER 2(호시이 미키)
- 나의 왕국 사랑도 만화도 데뷔를 목표로! 두근두근 LOVE 레슨(노노하라 노노)
- 바렛트 소울 -탄혼-(윤)
- 팬텀 브레이커(이츠키)
- 마계전기 디스가이아 3 Return(사파이어·로드 나이트)
- 마계전기 디스가이아 4(아사기)

2012년
- 압도적 유희 무한 소울즈(마리나·카난베일)
- 포트카노(나리타 루우)

### 실사
- 아니메TV(스튜디오 게스트)
- AG학원 아니☆분(게스트)

### 드라마 CD
- THE IDOLM@STER 관련(호시이 미키)
  - 드라마 CD THE IDOLM@STER NEW STAGE01 - 03,Eternal Prism 01 - 03
  - 아이돌 마스터 relations 제1권 초회한정판 특전 드라마 CD 대결!아이돌 파이트 클럽
  - 아이돌 마스터 브레이크! 제4권 한정판 특전 드라마 CD
  - 드라마 CD! -PETIT IDOLM@STER- Vol.1(아후)
- 세계수의 미궁 III 절해의 우희드라마 CD(세리아·제오·그란바니아)
- 환상향 단편 소설 Witches gathering(플란도르·스칼렛)
- 팅클☆크루세이더스 반짝반짝 사운드 스테이지#05 자앙&에미리나(아스카이 시오 듀엣곡 포함)
- 마계전기 디스가이아 3 드라마 CD 기기괴괴!악마 투성이의 강화 합숙! Vol.1, 2(사파이어)
- 페이퍼 맨 드라마 CD(미리 2010년 12월 27일)

### DJCD
- THE IDOLM@STER (PROJECT IM@S)
  - DJCD 라디오de 아이마SHOW! Vol.3
  - DJCD EXTRA 아이돌 마스터 P.S.프로듀서 PR For You!
  - DJCD 아이돌 마스터 P.S.프로듀서 Vol.1 - 3
  - DJCD 라디오de 아이마STAR☆ SP01, Summer Stage 2010
- 라디오 CD 안티포나의 성가희 라디오~시모키타의 악보(새로 녹음 게스트)

### 라디오
- WEB 라지☆쇼핑 마스터(호시이 미키 THE IDOLM@STER 공식 사이트: 2007년)
- 아이돌 마스터 P.S.프로듀서(애니메이트 TV: 2008년 10월 8일 - 2009년 9월 16일)
- 라디오de 아이마STAR☆(애니메이트 TV: 2009년 10월 8일 - 2011년 3월 31일)
- 후쿠엔 미사토와 하세가와 아키코의 매지컬 웹!(온센, 펜시루 공식 사이트: 2010년 1월 22일 - 2010년 6월 4일)
- 프리마지리디오(펜시루 공식 사이트: 2010년 6월 25일 - 9월 3일)
- VOICE CREW 22대째 퍼스널리티(파트너 타무라 무츠미: FM 방송 NACK5, AM방송 토후쿠 방송, 라디오 일본 외 9국 넷: 2010년 4월 4일 - 2011년 3월)
- 놀람전대 모모노키 파이브(라디오 칸사이: 2010년 7월 1일, 2011년 4월 14일 게스트)
- 라디오de 아이마CHU!!(애니메이트 TV: 2011년 4월 21일 - )
- 하세가와 아키코의 Simply Lovely(HiBiKi Radio Station: 2011년 8월 17일 - )

### 더빙
- 스타십·트루퍼스 3